# Подлас, Кузьма Петрович
Кузьма Петрович Подлас (29 октября (10 ноября) 1893, Душатин — 25 мая 1942, Копанки) — советский военачальник, генерал-лейтенант (1941).

## Биография

### Ранние годы
Кузьма Подлас родился 29 октября (10 ноября) 1893 года в селе Душатине Суражского уезда Черниговской губернии, по национальности украинец. Из крестьян. В 1904 году окончил земскую сельскую школу. С 1905 года трудился подённым рабочим в имении местного помещика. С 1908 года работал на руднике коногоном, ремонтным рабочим шахтной узкоколейки, откатчиком, забойщиком. С осени 1911 года работал на железном руднике Донецкого общества забойщиком и крепильщиком.
После начала Первой мировой войны мобилизован на военную службу в сентябре 1914 года. Весной 1915 года окончил учебную команду Преображенского лейб-гвардии полка, после чего с маршевой ротой убыл на фронт. В 1915—1917 годах участвовал в Первой мировой войне, воевал на Юго-Западном фронте, командовал взводом в чине старшего унтер-офицера. В начале 1917 года находился в Преображенском лейб-гвардии полку в Петрограде и принимал участие в событиях Февральской революции. Вернувшись на фронт, был выбран солдатами председателем ротного солдатского комитета, а после Октябрьской революции — председателем полкового солдатского комитета.

### Гражданская война
При демобилизации полка, дислоцированного на Украине, в феврале 1918 года вступил в Красную гвардию и принял участие в боях против германско-австрийских интервентов и гайдамаков. Вернувшись в Петроград, в апреле 1918 года вступил в Красную Армию, с того же года член РКП(б). В августе 1918 года окончил краткосрочные Петроградские Советские инструкторские курсы. В Гражданскую войну был инструктором 5-го стрелкового полка на границе с Финляндией. С августа 1918 года воевал в Петроградском особом отряде, который на Южном фронте воевал против войск генерала П. Н. Краснова: помощник командира роты, командир роты, помощник командира отряда.
С февраля 1919 года воевал в 141-м стрелковом полку 16-й стрелковой имени товарища Киквидзе дивизии: заведующий хозяйством, помощник командира полка, командир полка. С 1920 года командовал 46-й стрелковой бригадой. В эти годы воевал на Южном и Западном фронтах. За отличия в боях советско-польской войны летом 1920 года награждён двумя орденами Красного Знамени. На фронтах гражданской войны был дважды контужен.
В 1921 году командиром бригады участвовал в подавлении Тамбовского восстания. Тогда за расстрел захваченного в плен бандита по приговору чрезвычайной «тройки» (Подлас как командир бригады был членом тройки) был осужден «за дискредитацию Советской власти» к 2 годам принудительных работ, но постановлением ВЦИК освобождён от наказания со снятием судимости.

### Межвоенный период
В межвоенный период продолжил службу в армии, с января 1922 года был командиром 140-го стрелкового полка 16-й стрелковой дивизии, с июля 1922 — командиром 48-го стрелкового полка 46-й стрелковой бригады. Окончил Стрелково-тактические курсы усовершенствования комсостава РККА «Выстрел» имени III Коминтерна в 1925 году. С апреля 1928 — помощник командира 16-й стрелковой дивизии. С 1 декабря 1929 года — командир 27-й Омской стрелковой дивизии. Окончил КУВНАС при Военной академии РККА имени М. В. Фрунзе в 1930 году.
С 15 августа 1936 года — командир 23-го стрелкового корпуса.
При введении в РККА персональных воинских званий К. П. Подласу 26 ноября 1935 года было присвоено звание комдив.
Герой гражданской войны Кузьма Петрович Подлас щедро передавал богатый опыт своим подчинённым. Его воспитанники - маршал артиллерии Ю.П. Бажанов, генералы И.С. Безуглый, А.А. Саковнин, И.А. Пастревич и многие другие. 

### Хасанские бои и арест
В декабре 1937 года был назначен заместителем командующего Приморской группой войск Особой Краснознамённой Дальневосточной армии. В июле 1938 года назначен на должность командующего 1-й Краснознамённой армией. Во главе армии принимал участие в боях у озера Хасан летом 1938 года. На заседании Военного совета 26 ноября 1938 года при обсуждении боёв на озере Хасан был подвергнут резкой критике со стороны Г. М. Штерна, а П. В. Рычагов выступил с предложением осудить комдива Подласа за саботаж; однако на этом же заседании за К. П. Подласа вступился С. К. Тимошенко, ранее просивший назначить его своим заместителем.
Арестован в декабре 1938 года. 22 апреля 1939 года Военная коллегия Верховного суда СССР в отношении комдива Подласа вынесла следующий приговор по статье 193-17, п. «а» Уголовного кодекса РСФСР:

1. Подласа Кузьму Петровича лишить военного звания «комдив» и подвергнуть лишению свободы в исправительно-трудовых лагерях сроком на пять лет с поражением в политических правах на три года.

Историк Олег Сувениров в одном из работ приводит цитаты из докладов Главного военного прокурора РККА армвоенюриста Н. С. Розовского и председателя Военной коллегии Верховного суда СССР армвоенюриста В. В. Ульриха на имя соответственно К. Е. Ворошилова и И. В. Сталина, в которых юристы заранее согласовывали срока наказания для подсудимых.
Постановлением заседания Президиума Верховного Совета СССР от 25 июля 1940 года от наказания был освобождён со снятием судимости.
В июле 1940 года Подлас был амнистирован, а в августе того же года восстановлен в РККА и назначен в звании комдива заместителем командующего войсками и инспектором пехоты Киевского особого военного округа.
Подлас упоминается в докладе Н. С. Хрущёва «О культе личности и его последствиях» в списке репрессированных командиров Красной Армии.

### Великая Отечественная война

Развитие событий с 25 мая по 15 июня 1942

Война застала Кузьму Петровича Подласа в Киевском Особом военном округе, где он командовал 49-й армией.
12 августа 1941 года К. П. Подлас переаттестован в генерал-майоры, а уже 9 ноября того же года ему присвоено звание генерал-лейтенанта.
В ходе войны командовал 40-й (августа 1941 — март 1942) и 57-й (февраль — май 1942) армиями Юго-Западного фронта. 
"Командующим 40-й армии был генерал-майор Подлас, — впоследствии напишет в своей книге «Так начиналась война» Маршал Советского Союза И.Х. Баграмян. — Мы все хорошо его знали. Бывшего инструктора пехоты Округа с первых же дней войны можно было видеть на различных ответственных участках сражения; с присущим ему спокойствием он выполнял поручения командования фронта. Как-то ему пришлось объединить и возглавить руководство группой войск.
  Перед командованием 40-й армии Верховным Главнокомандованием была поставлена задача: преградить путь войскам Гудериана.
  Героически сражались с врагом полки и дивизии армии. Центральные и фронтовые газеты тех огненных дней много писали об особо отличившихся воинах 40-й армии и об успешных боевых операциях армейских подразделений".
  О героизме 40-й армии под командованием Подласа красноречивы и высказывания военных стратегов из стана врага:
  "...4-я танковая дивизия перешла через Десну, — пишет немецкий генерал Гудериан в книге «Воспоминания солдата», — но в результате стремительной контратаки русских была отброшена обратно на противоположный берег".
  Танковая дивизия немцев была отброшена войсками 40-й армии генерала Подласа. В течение двадцати дней 40-я армия вела напряжённые неравные бои и нанесла врагу довольно ощутимый урон. Вот что рассказывал о командарме К.П. Подласе З.З. Рогозный, который был в то время начальником штаба 40-й армии:
  "Это был спокойный, умный, храбрый и мужественный человек. Полноценный командарм тяжёлого 1941 года".
  Усилиями 40-й и 41-й армий противник был остановлен. За умелое руководство войсками армии К.П. Подлас был награждён орденом Ленина. Кроме того, Указом Верховного Главнокомандующего ему было присвоено воинское звание "генерал-лейтенант".
Участвовал в Киевской и Сумско-Харьковской оборонительных, Курско-Обоянской наступательной и в ряде других операций.
В ходе Харьковской операции 1942 года вместе со своей 57 армией попал в окружение на барвенковском плацдарме (на илл.). 25 мая 1942 года К.П. Подлас застрелился у села Копанки Изюмского района Харьковской области, чтобы не попасть в плен. Похоронен там же.
Перезахоронен в братской могиле в селе Малая Камышеваха Изюмского района Харьковской области.
В СССР первоначально считался пропавшим без вести, но ещё в ходе войны формулировка приказа об исключении из списков РККА изменена на «погибший в бою».

## Награды
- Два ордена Ленина (1936, 22.10.1941[15]);
- Два ордена Красного Знамени (26.01.1922, 07.06.1922[16]);
- Юбилейная медаль «XX лет Рабоче-Крестьянской Красной Армии» (22.02.1938).